# اسپودومن
اسپودومن  (به انگلیسی: Spodumene) با فرمول شیمیایی  از مجموعه کانی هاست و لومینسانس سبز - کرم تا نارنجی دارد. از منابع مهم لیتیوم به‌شمار می‌رود و از واژه اسپودیوس اخذ شده‌است. نامحلول در اسیدها - رنگ شعله را قرمز می‌کند. Li2O8:۸٫۱٪  Al2O3:۲۷٫۴٪  SiO2:۶۴٫۵٪  برای اولین بار در آمریکا کشف شد و از نظر شکل بلور: قرصی شکل - طویل - منشوری - ماکله، رنگ: خاکستری - سیاه جواهری - قرمز (شبیه هیدنیت) صورتی تا بنفش (مشابه کونزیت)، شفافیت: شفاف - نیمه کدر، شکستگی: صدفی - نامنظم، جلا: مات - شیشه‌ای، رخ: ضعیف - مطابق با سطح، کامل - مطابق با، سیستم تبلور: مونوکلینیک و در رده‌بندی سیلیکات است همچنین خاصیت مغناطیسی ندارد. و منشأ تشکیل آن پگماتیتی - مجاورتی است.
همایند کانی‌شناسی (پارانژ) آن سختی - چگالی - اشعه Xاسکاپولیت - آمیتست- لپیدولیت- کوارتز- بریل- تورمالین است
، از نظر ژیزمان بلوری - آگرگات فشرده - دسته علفی - شعاعی- رخ دار کمیاب است و بیشتر در سوئد، انگلستان، ایرلند، ماداگاسکار، زیمبابوه، برزیل و آمریکا یافت می‌شود.